# Yicheng, Zaozhuang
Yicheng är ett stadsdistrikt i Zaozhuang i Shandong-provinsen i norra Kina.